# Bürgerliches Brauhaus Saalfeld
Die Bürgerliches Brauhaus Saalfeld GmbH ist eine Brauerei aus der thüringischen Stadt Saalfeld. Sie befindet sich in der Nähe des Bahnhofs. 2024 wurden knapp 60.000 Hektoliter Bier und 17.000 hl alkoholfreie Getränke produziert.

## Geschichte

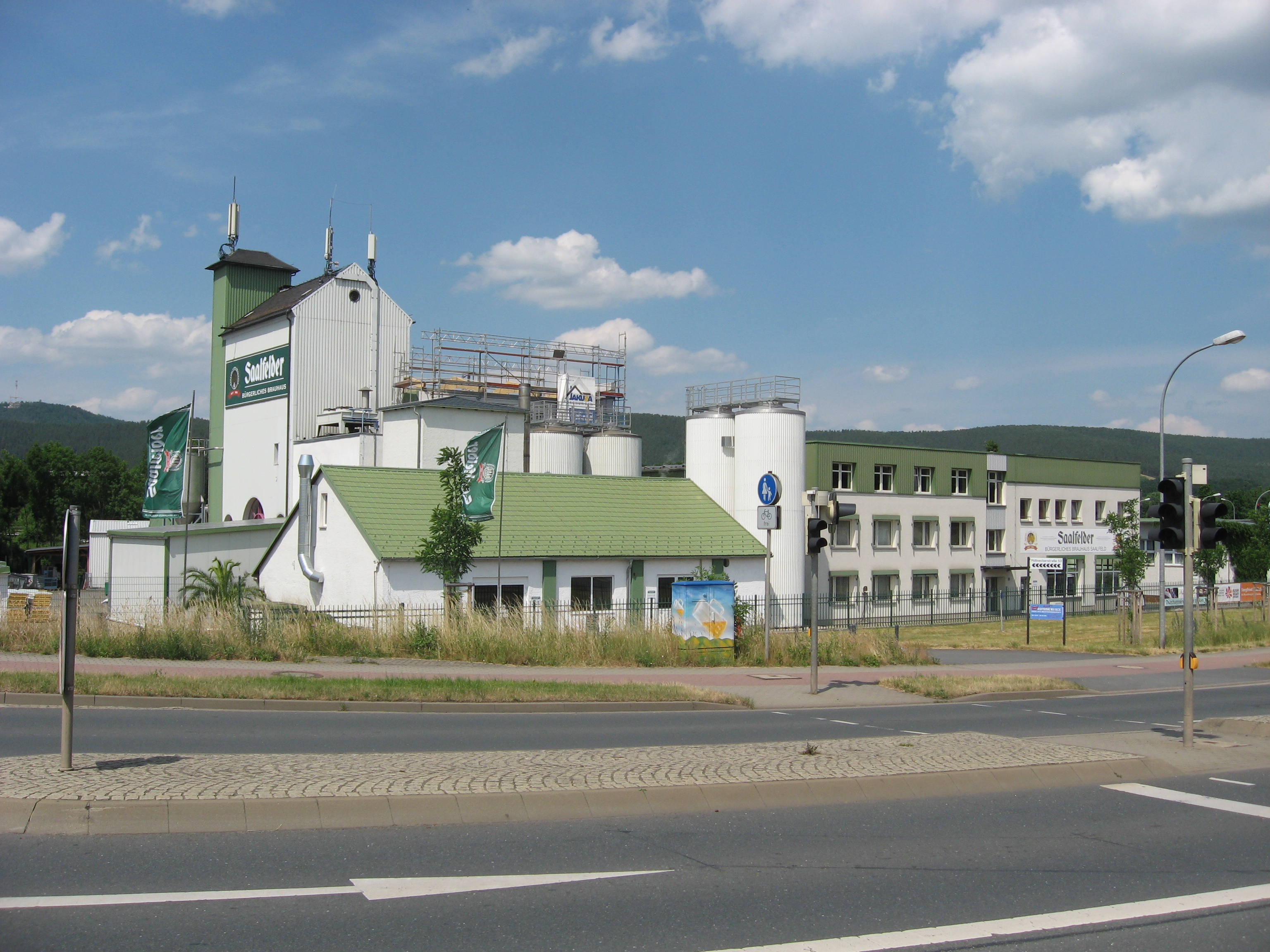
Brauhaus in Saalfeld

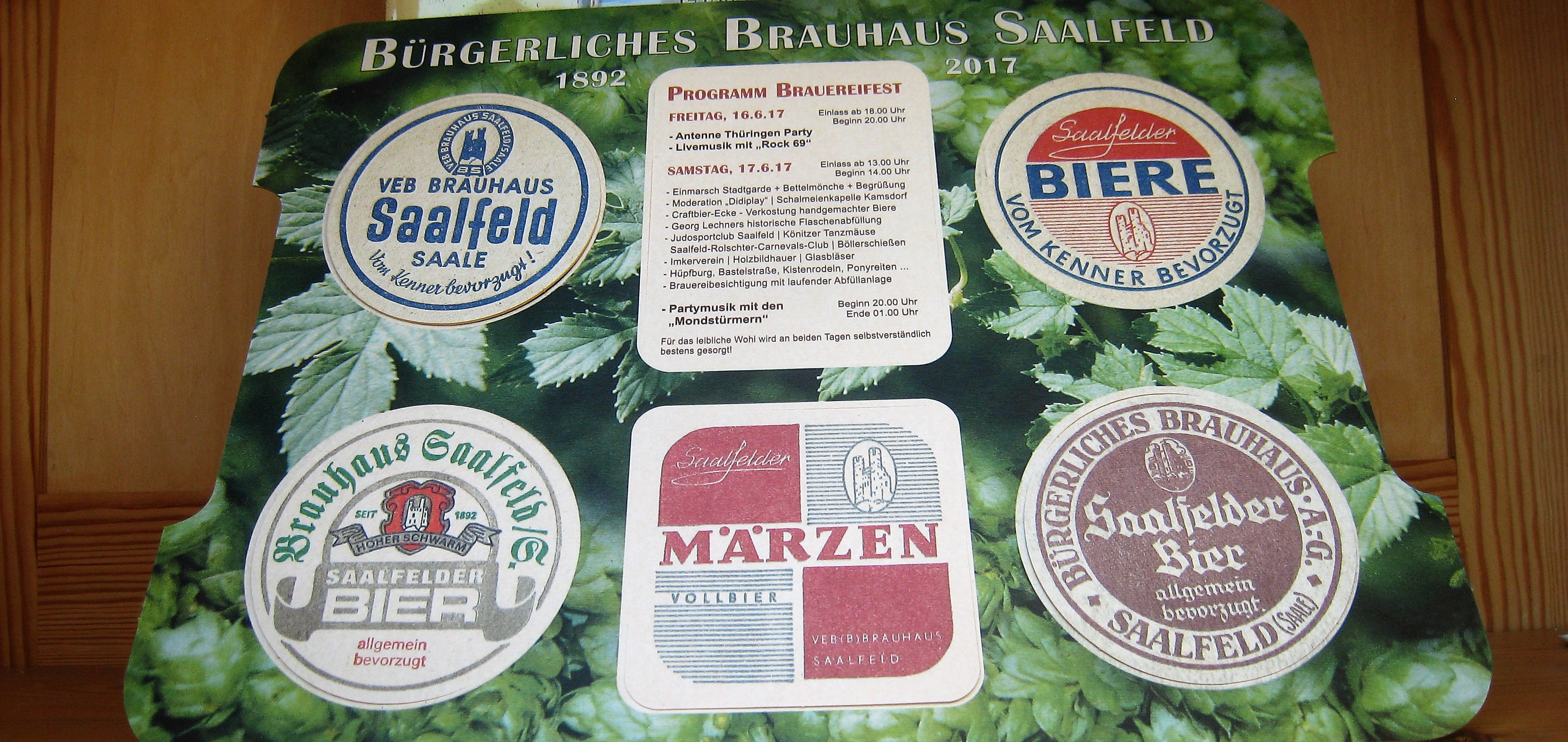
Bierdeckel aus verschiedenen Brauereistufen

Das Brauhaus wurde 1892 von der Familie Gütermann gegründet. Seit 1918 ist es die einzige Brauerei in Saalfeld. Von 1925 bis 1948 ist das Brauhaus eine Aktiengesellschaft, deren Mehrheitseigentümer der Riebeck-Konzern ist.
In den letzten Kriegstagen wurde die Brauerei bei einem Bombenangriff auf den Bahnhof am 9. April 1945 ebenfalls zerstört. Von 1948 bis 1991 war die Brauerei volkseigen. In den 1970er und 1980er Jahren waren die Pörzbrauerei Rudolstadt, die Brauerei Remda und die Feengrotten Betriebsteile des Brauhauses Saalfeld. Seit 1991 befindet sich das Bürgerliche Brauhaus in Privatbesitz. Ein Anteil von 23 % ist im Besitz der Kulmbacher Brauerei AG.
Bis Anfang der 1990er Jahre warb das Brauhaus mit dem Slogan „Allgemein Bevorzugt“ und mit dem Bild der Ruine Hoher Schwarm. Seitdem zeigt das Logo die vier Stadttore von Saalfeld.

## Auszeichnungen
Mehrfach wurden die Biere mit dem World Beer Cup und dem European Beer Star ausgezeichnet. 2014 gewann das Ur-Saalfelder beim European Beer Star einen Goldpreis. 2016 gewann die Brauerei beim World Beer Cup 2016 sowohl einen Bronzepreis für das Saalfelder Premium als auch für das Ur-Saalfelder.

## Sonstiges
Die Brauerei ist Mitglied im Brauring, einer Kooperationsgesellschaft privater Brauereien aus Deutschland, Österreich und der Schweiz.